# 그녀를 보기만 해도 알 수 있는 것
《그녀를 보기만 해도 알 수 있는 것》(영어: Things You Can Tell Just by Looking at Her)은 미국에서 제작된 2000년 로맨틱 드라마 영화이다. 이 영화는 로드리고 가르시아의 감독 데뷔작이다. 글렌 클로스 등이 출연하였고, 리사 린드스트럼 등이 제작에 참여하였다.
2000년 제53회 칸 영화제에서 상영되었으며 주목할 만한 시선상을 수상했다.

## 출연
- 글렌 클로스
- 캐머런 디애즈
- 캘리스타 플록하트
- 캐시 베이커
- 에이미 브레너먼
- 발레리아 골리노
- 홀리 헌터
- 맷 크레이븐
- 그레고리 하인스
- 미겔 샌도벌
- 노아 플라이스
- 대니 우드번
- 로마 마피아
- 미카 부럼

## 기타 제작진
- 라인 제작: 에피 브라운
- 배역: 마니 왁스먼
- 미술: 제리 플레밍
- 의상: 조지 L. 리틀
- 조연출: 밴 헤이든, 셰인 클라크